# SM UB-51
SM UB-51 – niemiecki okręt podwodny typu UB III zbudowany w stoczni Blohm & Voss (Werk 296) w Hamburgu w roku 1917. Zwodowany 8 marca 1917 roku, wszedł do służby w Kaiserliche Marine 26 lipca 1917 roku. W czasie swojej służby SM UB-51 odbył 6 patroli, w czasie których zatopił 19 statków o łącznej pojemności 47 791 BRT oraz jeden uszkodził (3905 BRT).

## Budowa
SM UB-51 był czwartym z typu UB III, który był następcą typu UB II. Był średnim okrętem przeznaczonym do działań przybrzeżnych, o prostej konstrukcji, długości 55,3 metra, wyporności w zanurzeniu 651 ton, zasięgu 9040 Mm przy prędkości 6 węzłów na powierzchni oraz 55 Mm przy prędkości 4 węzłów w zanurzeniu. W typie III poprawiono i zmodernizowano wiele rozwiązań. Zwiększono moc silników Diesla do 1085 KM produkcji MAN SE, silników elektrycznych produkcji Siemens-Schuckert do 780 KM.

## Służba
26 lipca 1917 roku (w dniu przyjęcia okrętu do służby) dowódcą jednostki został mianowany kapitan marynarki (niem. Kapitänleutnant) Ernst Krafft, który wcześniej był dowódcą okrętu SM U-72. Jednostka 19 października 1917 roku została przydzielona do służby we Flotylli Pola (niem. Deutsche U-Halbflotille Pola) z bazą w Kotorze.
W czasie swojej służby w Cesarskiej Marynarce Wojennej odbył sześć patroli, w czasie których zatopił i uszkodził 20 jednostek o łącznej pojemności 51 696 BRT. W czasie drogi na Morze Śródziemne do miejsca swojego stałego przydziału w Kotorze UB-51 zatopił 3 statki. Pierwszym z nich był francuski żaglowiec „Amiral Troude” o pojemności 1876 BRT. Statek był zbudowany w 1897 roku w stoczni Laporte & Cie. w Rouen. Należący do Ant. Dom. Bordes et fils z Dunkierki płynął do Iquique do Rochefort z ładunkiem azotanów. Został zatrzymany i storpedowany w dniu 30 września 1917 roku 400 mil na zachód od Penmarch na pozycji 46°40′N 15°30′W/46,666667 -15,500000. Drugim był brytyjski parowiec „Forestmoor” o pojemności 2844 BRT. Statek, który płynął z Gibraltaru w konwoju HG19, 5 października został storpedowany i zatopiony 54 mile na północny zachód od przylądka Spartel w Maroku (na pozycji 35°57′N 7°03′W/35,950000 -7,050000). W wyniku ataku zginęło 22 członków załogi. Trzecią ofiarą był zbudowany w 1911 roku w W. Doxford & Sons Ltd. w Sunderland i pływający dla norweskiego armatora Wilhelmsens Dampsk. Selsk. (Wilh. Wilhelmsen) z Tønsberg „Themis” o pojemności 7403 BRT. Statek został zatopiony w dniu 12 października 1917 roku 22 mile na północ od półwyspu Al-Watan al-Kibli. 19 października 1917 roku okręt został dołączony do Flotylli Pola. W czasie pierwszego patrolu w składzie flotylli Pula UB-51 zatopił dwa statki. 
Pierwszym był brytyjski parowiec „Clan Maccorquodale” o pojemności 7403 BRT, zbudowany w Chas. Connell & Co. Ltd. w Glasgow w 1913 roku. Statek płynął z Madras do Londynu z ładunkiem drobnicowym w konwoju HE1. Został storpedowany i zatopiony około 165 mil na północny wschód od Aleksandrii na pozycji 33°26′N 27°52′W/33,433333 -27,866667. 10 dni później 120 mil na północ od Port Saidu UB-51 zatopił portugalski statek pasażerski „Tungue” o pojemności 8021 BRT. Statek, który został zbudowany w 1902 roku w stoczni Schichau F. Werft (Ferdinand Schichau) w Gdańsku, do 1916 roku pływał pod niemiecką banderą dla Norddeutscher Lloyd jako SS „Zieten”, kiedy to został przejęty przez Portugalię i nazwany „Tungue”. Był to ostatni statek zatopiony w 1917 roku przez załogę SM UB-51.
8 lutego 1918 roku u wybrzeży Malty UB-51 storpedował i uszkodził pochodzący z 1907 roku brytyjski „Cimbrier” o pojemności 3905 BRT. 10 maja UB-51 storpedował brytyjski parowiec „Szechuen” o pojemności 1862 BRT. Statek, który płynął pod eskortą trzech francuskich trawlerów, z Famagusty na Cyprze do Port Saidu z ładunkiem drobnicowym zatonął na pozycji 32°00′N 32°46′W/32,000000 -32,766667. W wyniku ataku śmierć poniosło 9 członków załogi. 18 maja na północ od Port Saidu UB-51 zatrzymał i zatopił sześć niewielkich francuskich żaglowców. Największym z nich był „Menewar” (270 BRT.
27 maja 1918 roku 104 mile na północny zachód od Aleksandrii, na pozycji 31°30′N 27°56′W/31,500000 -27,933333, UB-51 storpedował brytyjski transatlantyk „Leasowe Castle” o pojemności 9737 BRT. Statek został zbudowany w latach 1915-1917 dla Union Castle Mail Steamship w stoczni Cammell, Laird & Co. Ltd. w Birkenhead. Służył jako statek transportowy do przewozu wojska. W momencie zatopienia odbywał rejs z Aleksandrii do Marsylii z około trzema tysiącami żołnierzy na pokładzie. W wyniku ataku śmierć poniosło około 100 osób. Dwa dni później w tym samym rejonie Morza Śródziemnego UB-51 zatopił kolejny brytyjski statek. Był to zbudowany w 1864 roku parowiec „Missir” o pojemności 786 BRT. Statek należący do Khedival Mail Steamship & Graveling, płynął z Aleksandrii do As-Sallum z ładunkiem drobnicowym. Zginęło 34 członków załogi. 
W czasie kolejnego patrolu w lipcu 1918 roku UB-51 zatopił pięć jednostek: pięć francuskich oraz jedną brytyjską. Pierwszą z nich był parowiec „Bacchus” o pojemności 2045 BRT. Zbudowany w 1917 roku w Stanach Zjednoczonych statek pływał dla francuskiego armatora Soc. les Affréteurs Réunis z Rouen. 11 lipca, w czasie rejsu z Marsylii do Milos, statek został storpedowany i zatonął na pozycji 36°25′N 20°56′W/36,416667 -20,938611 na Morzy Jońskim. 28 członków załogi zginęło. 20 lipca na pozycji 31°45′N 30°11′W/31,750000 -30,183333 UB-51 zatopił brytyjski statek handlowy z 1884 roku „Kosseir” (1855 BRT). Zginęło 39 członków załogi. 22 lipca łupem UB-51 padły dwie niewielki jednostki. Pierwszym był należący do Royal Navy trałowiec HMT „Ijuin”. Zbudowany w 1911 roku trałowiec typu Castle został poważnie uszkodzony na pozycji 32°42′N 28°25′W/32,700000 -28,416667, a następnie porzucony i samozatopiony w pobliżu Aleksandrii. Drugą ofiarą była barka transportowa L1. Ostatnią jednostką zatopioną przez załogę UB-51 była, zbudowana w 1895 roku w stoczni J.L. Thompson & Sons, Ltd. w Sunderland, „Hyperia” o pojemności 3908 BRT. Statek, który przewoził ładunek wojskowy oraz wojsko z Marsylii do Port Saidu został storpedowany i zatonął 84 mile na północ od portu docelowego. Zginęło 8 członków załogi oraz 57 transportowanych żołnierzy.
Po zakończeniu działań wojennych okręt został poddany Brytyjczykom 16 stycznia 1919 roku i rozebrany w Swansea w 1922 roku.